# Michael Hrubý
Michael Hrubý (* 20. Oktober 1950 in Wien) ist ein österreichischer Pianist und Hochschullehrer.

## Leben und Wirken
Michael Hrubý erhielt seine künstlerische Ausbildung an der Hochschule für Musik und darstellende Kunst Wien, u. a. bei Walter Panhofer. Schon zu Beginn seiner Karriere machte er sich auch als Jazzmusiker (Michael Hrubý Trio) einen Namen. Er trat in zahlreichen Ländern Europas, in Südamerika, im Nahen Osten sowie in Taiwan und Japan auf. Als Professor für Klavier lehrt Hrubý seit 1991 an der Universität für Musik und darstellende Kunst Wien in Wien.